# Ge (digramme)
Cette page contient des caractères spéciaux ou non latins. S’ils s’affichent mal (▯, ?, etc.), consultez la page d’aide Unicode.
Pour les articles homonymes, voir GE.
Ge (minuscule ge) est un digramme de l'alphabet latin composé d'un G et d'un E.

## Linguistique
- En français le digramme « ge » correspond à [ʒ] devant a, o et u.

## Représentation informatique
Comme la majorité des digrammes, il n'existe aucun encodage de Ge sous un seul signe, il est toujours réalisé en accolant un G et un E.